# Horsemsou
Pour les articles homonymes, voir Horus (homonymie) et Horus.
Horsemsou est une forme du dieu de la mythologie égyptienne Horus. Son nom signifie « Horus l'Ancien ».
Horsemsou peut être homme ou faucon, à bord d'une barque traversant le ciel.
Il recevait des honneurs lors des cérémonies royales : couronnement et jubilés.
Horsemsou a été admis, comme dixième dieu, dans l'Ennéade d'Héliopolis où il s'est confondu avec Rê dans le culte.
Les textes des pyramides nomment Hathor comme mère d'Horsemsou, mais plus tard, on le considère comme étant le fils de Geb et de Nout, ce qui a facilité son rapprochement avec Rê et son assimilation à Haroëris, issu du même couple divin.
Il devient plus tard l'époux d'Isis et passe pour le père des quatre enfants d'Horus.